# Baptistkyrkan, Filipstad
För andra betydelser, se Baptistkyrkan.
Baptistkyrkan, eller Gamla baptistkyrkan, är en före detta kyrka i Filipstad, belägen vid Asphyttegatan 15.
Baptistkyrkan uppfördes 1893 med grå pärlspont, rödmålat tak och byggnaden renoverades 1953. När verksamheten avvecklades 1988, gick medlemmarna i församlingen med i Vasakyrkans församling.
Byggnaden har en historisk och arkitektonisk betydelse för Filipstad, vilket framgår av beskrivningen i översiktsplanen.
"Träbyggnad med vit pärlspontpanel och gröna snickerier samt svart plåttak. Kyrkan har klassificerande trekantsgavlar och gotiska fönster. Kyrkan uppfördes 1893."
När kyrkan byggdes om på 2020-talet, till bostäder, väcktes en lokaldebatt på grund av de omfattande förändringarna, särskilt bytet av de gotiska fönstren som är en viktig del av byggnadens karaktär.